# كسوف الشمس 2 مايو 2087
سيحدث كسوف جزئي للشمس يوم الجمعة 2 مايو 2087. يحدث كسوف الشمس عندما يمر القمر بين الأرض والشمس، وبالتالي يحجب صورة الشمس كليًا أو جزئيًا عن مشاهد على الأرض. يحدث كسوف جزئي للشمس في المناطق القطبية من الأرض عندما يغيب مركز ظل القمر عن الأرض.

## الخسوفات ذات الصلة

### كسوف الشمس 2087-2090
هذا الكسوف هو جزء من سلسلة نصف سنوية. يتكرر الكسوف في سلسلة فصلية من الكسوف الشمسي كل 177 يومًا تقريبًا و 4 ساعات (فصلية ) في العقد المتناوبة من مدار القمر.
| 120 | 2 مايو2087 جزئي   | 125 | 26 أكتوبر 2087 حلقي |
| 130 | 21ابريل 2088 كلي  | 135 | 14 أكتوبر 2088 جزئي |
| 140 | 10ابريل 2089 حلقي | 145 | 4 اكتوبر2089 كلي    |
| 150 | 31مارس 2090 جزئي  | 155 | 23 سبتمبر2090 كلي   |

### ساروس -120
هذا الكسوف جزء من دورة ساروس 120، يتكرر كل 18 سنة، 11 يومًا، يحتوي على 71 حدثًا. بدأت السلسلة بكسوف جزئي للشمس في 27 مايو 933 م، ووصل إلى كسوف حلقي في 11 أغسطس 1059. كان حدثًا هجينًا لمدة 3 تواريخ: 8 مايو 1510 حتى 29 مايو 1546، والكسوف الكلي من يونيو. 8، 1564، حتى 30 مارس 2033. تنتهي السلسلة في العضو 71 ككسوف جزئي في 7 يوليو، 2195. كانت أطول مدة للإجمالي هي دقيقتان و 50 ثانية في 9 مارس 1997. جميع الكسوفات في هذه السلسلة تحدث في عقدة القمر الهابطة.قالب:Solar Saros series 120
| تحدث أعضاء السلسلة 55-65 بين عامي 1901 و 2100 | تحدث أعضاء السلسلة 55-65 بين عامي 1901 و 2100 | تحدث أعضاء السلسلة 55-65 بين عامي 1901 و 2100 |
| 55                                            | 56                                            | 57                                            |
| --------------------------------------------- | --------------------------------------------- | --------------------------------------------- |
| January 14, 1907 [الإنجليزية]                 | January 24, 1925 [الإنجليزية]                 | February 4, 1943 [الإنجليزية]                 |
| 58                                            | 59                                            | 60                                            |
| February 15, 1961 [الإنجليزية]                | February 26, 1979 [الإنجليزية]                | March 9, 1997 [الإنجليزية]                    |
| 61                                            | 62                                            | 63                                            |
| كسوف الشمس 20 مارس 2015                       | كسوف الشمس 30 مارس 2033                       | كسوف الشمس 11 أبريل 2051                      |
| 64                                            | 65                                            |                                               |
| كسوف الشمس 21 أبريل 2069                      | كسوف الشمس 2 مايو 2087                        |                                               |

## روابط خارجية
- http://eclipse.gsfc.nasa.gov/SEplot/SEplot2051/SE2087May02P. GIF